# Кей Панабейкер
Кей Панабейкер (англ. Kay Panabeker, нар. 2 травня 1990, Орандж, Техас, США) — американський зоолог та акторка. Вона відома своїми ролями Дженні Гарісон у фільмі «Слава» 2009 року, Деббі Бервік у «Філ з майбутнього» та Ніккі Вестерлі у телесеріалі «Вічне літо». Вона є молодшою сестрою актриси Даніель Панабейкер.

## Біографія
Панабейкер народилася в Оранджі, штат Техас, у родині Донни (уродженої Мейок) і Гарольда Панабейкерів. Слідуючи стопам старшої сестри Даніель, вона почала грати в різних громадських театрах у Чикаго, Філадельфії та Атланті. У Непервіллі, штат Іллінойс, вона відвідувала шостий клас середньої школи Кроун, а на початку сьомого переїхала до Лос-Анджелеса.
Між проектами вона зосереджувалася на науковцях. Вона закінчила середню школу, коли їй було 13 років. Кей отримала дві академічні стипендії від Glendale Community College, де вона вивчала акторську майстерність і була в списку декана. Вона закінчила асоційований ступінь з відзнакою, коли їй було 15 років. Її прийняли на програму історії Каліфорнійського університету в Лос-Анджелесі (UCLA) і вона отримала ступінь бакалавра мистецтв у галузі історії, перш ніж їй виповнилося 18 років.

## Кар'єра
Панабейкер знявся в кількох телевізійних драмах і мильних операх. Вона зіграла Еліс Бренд у «Сьомому небі», Меліссу Ру у «Швидкій допомозі», Сару в «Порт-Чарльз», Керрі Байер у «Братах Гарсіа», Еллішу в «Медіумі» та Ліндсі Віллоуз у «CSI: Місце злочину» тощо. У 21 рік вона була абсолютно переконливою в ролі 14-річної дівчини-втікачки, примушеної займатися проституцією в серіалі «Закон і порядок: Спеціальний корпус». У фільмі вона з'явилася у фільмі «Мертва спека» як Сем Ларош; і працював з голосом у фільмі Disney / Pixar, Monsters, Inc. Проривна роль Панабейкер відбулася, коли вона знялася у фільмі The WB Вічне літо в ролі Ніккі Вестерлі в сезоні 2004–2005 років. Вона також з'явилася в ролі Джордж в «Ненсі Дрю» (2007) разом з Еммою Робертс і Емі Брукнер.
У фільмі «Філ з майбутнього» Панабейкер неодноразово зіграла роль стриманої Деббі Бервік, подруги Піма Діффі (його грає Емі Брукнер ) і її подруги. Вона зіграла роль Емілі Вотсон у фільмі «Life Is Ruff» разом з Кайлом Мессі та Мітчелом Муссо. У липні 2006 року вона знялася в оригінальному фільмі Disney Channel «Читай і ридай» (за мотивами книги «Як мій приватний щоденник став бестселером»), у якому також зіграла її сестра Даніель. У 2006 році Панабейкер брала участь у перших іграх каналу Disney у складі Червоної команди разом із Заком Ефроном, Аннеліз ван дер Пол, Мойзесом Аріасом, Діланом Спроусом і Шіном Коямадою в програмі Disney Channel So Hot Summer!.Її фільми включають Moondance Alexander і The Prince and the Poper з Діланом і Коулом Спраусом. Панабейкер зіграв у рімейку «Слави» роль Дженні; фільм вийшов у кінотеатрах 25 вересня 2009 року. Вона також зіграла підлітка Кітті Вокер у фільмі «Брати і сестри».
Панабейкер знявся в науково-фантастичному драматичному серіалі ABC «Незвичайна сімейка», який тривав один сезон і закінчився в 2011 році після 20 епізодів. У 2011 році Панабейкер зіграла Саманту Калдоне у фільмі «Кібер-терор».
Після ролі Рози у фільмі «Беверлі-Хіллз: Чихуахуа 3: Живе свято» у 2012 році Панабейкер залишила акторську кар’єру. Вона продовжила вивчати зоологію в Каліфорнійському університеті в Лос-Анджелесі, а з 2016 року працює доглядачем зоопарку в Disney's Animal Kingdom у Walt Disney World.

## Особисте життя
6 лютого 2022 року Панабейкер оголосила, що вийшла заміж за Йоні Єйтс.

## Фільмографія
| Рік       |    | Українська назва                      | Оригінальна назва                               | Роль                |
| --------- | -- | ------------------------------------- | ----------------------------------------------- | ------------------- |
| 2001      | мф | Корпорація монстрів                   | Monsters, Inc.                                  | Монстр              |
| 2002      | кф | Спокуса                               | Temptation                                      | Джеймі Савіні       |
| 2002      | ф  | Мертва спека                          | Dead Heat                                       | Саманта ЛаРош       |
| 2002      | с  | Експеримент Джеймі Кеннеді            | The Jamie Kennedy Experiment                    | Келлі               |
| 2002      | с  | Порт Чарльз                           | Port Charles                                    | Сара                |
| 2002      | с  | Швидка допомога                       | IER                                             | Меліса Ру           |
| 2002      | с  | Сьоме небо                            | 7th Heaven                                      | Еліс Бренд          |
| 2002—2003 | с  | Ангел                                 | Angel                                           | Месектет            |
| 2003      | с  | Жіноча бригада                        | The Division                                    | Сьюзі Дженкінс      |
| 2003      | с  | Брати Гарсіа                          | The Brothers García                             | Керрі Байєр         |
| 2004—2005 | с  | Вічне літо                            | Summerland                                      | Ніккі Вестерлі      |
| 2004—2005 | с  | Філ з майбутнього                     | Phil of the Future                              | Деббі Вервік        |
| 2005      | тф | Мама в шістнадцять                    | Mom at Sixteen                                  | Мейсі               |
| 2005      | с  | Медіум                                | Medium                                          | Еліша               |
| 2005      | тф | Життя – це йорж                       | Life Is Ruff                                    | Емілі Ватсон        |
| 2006      | тф | Читай і ридай                         | Read It and Weep                                | Джеймі Бартлет      |
| 2006—2011 | с  | CSI: Місце злочину                    | CSI: Crime Scene Investigation                  | Ліндсі Віллоуз      |
| 2007      | с  | Переможець                            | The Winner                                      | Вівіка              |
| 2007      | с  | Два з половиною чоловіки              | Two and a Half Men                              | Софі                |
| 2007      | с  | Все тіп-топ, або життя Зака і Коді    | The Suite Life of Zack & Cody                   | Ембер               |
| 2007      | тф | Опіка                                 | Custody                                         | Аманда Гордон       |
| 2007      | с  | Косяки                                | Weeds                                           | Амелія              |
| 2007      | с  | Юристи Бостона                        | Boston Legal                                    | Еббі Голт           |
| 2007      | с  | Та, що говорить з привидами           | Ghost Whisperer                                 | Марло СінКлер       |
| 2007      | ф  | Мунданс Александр                     | Moondance Alexander                             | Мунданс Александр   |
| 2007      | ф  | Ненсі Дрю                             | Nancy Drew                                      | Джорджі Фен         |
| 2007      | ф  | Сучасна історія Твена: Принц і жебрак | A Modern Twain Story: The Prince and the Pauper | Елізабет            |
| 2008      | с  | Анатомія Грей                         | Grey's Anatomy                                  | Емма Андерсон       |
| 2009      | тф | Щасливі кемпери                       | Happy Campers                                   | Ділан               |
| 2009      | тф | Шлюб                                  | A Marriage                                      | Медді Габріел       |
| 2009      | с  | Теорія брехні                         | Lie to Me                                       | Емілі Лайтман       |
| 2009      | с  | Ментальний                            | Mental                                          | Ешлі Скоф           |
| 2009      | ф  | Слава                                 | Fame                                            | Дженні Гаррісон     |
| 2010      | с  | Брати і сестри                        | Brothers & Sisters                              | Кітті Вокер         |
| 2010      | ф  | Таємниці в стінах                     | Secrets in the Walls                            | Ліззі               |
| 2010—2011 | с  | Незвичайна сімейка                    | No Ordinary Family                              | Дафна Ніколь Павелл |
| 2010      | ф  | Ефект озера                           | The Lake Effect                                 | Селіа               |
| 2011      | тф | Кібер-терор                           | Cyberbully                                      | Саманта Салдоне     |
| 2011      | ф  | На добраніч, Місяць                   | Little Birds                                    | Елісон              |
| 2011      | с  | Закон і порядок: Спеціальний корпус   | Law & Order: Special Victims Unit               | Віккі Гарріс        |
| 2012      | ф  | Крихітка з Беверлі-Хіллз 3            | Beverly Hills Chihuahua 3: Viva la Fiesta!      | Роза                |